# چاپارلی (آق‌سو)
چاپارلی (به لاتین: Çaparlı) یک منطقه مسکونی در جمهوری آذربایجان است که در شهرستان آق‌سو واقع شده است. چاپارلی ۷۷۳ نفر جمعیت دارد.